# Crimora papillata
Crimora papillata is een slakkensoort uit de familie van de mosdierslakken (Polyceridae). De wetenschappelijke naam van de soort werd in 1862 voor het eerst geldig gepubliceerd door J. Alder en A. Hancock.

## Beschrijving
Het lichaam de zeenaaktslak Crimora papillata is doorschijnend wit en kan een lengte bereiken van maximaal 35 mm. De kleine, gevorkte, borstelige uitsteeksels, verspreid over het hele lichaam, maken het gemakkelijk deze soort te identificeren. Deze borstelharen zijn geel/oranje van kleur. De orale tentakels zijn kort en op dezelfde manier gepigmenteerd. De rinoforen zijn gelamelleerd en hun uiteinden zijn bedekt met geel pigment. C. papillata is meestal nauw verbonden met de mosdiertjes-soort Chartella papyracea, maar wordt af en toe ook aangetroffen op Flustra foliacea of Securiflustra securifrons.

## Verspreiding
Deze soort werd beschreven vanuit Moulin Huet Bay, Guernsey op de Kanaaleilanden. Het wordt gevonden van het zuiden van Groot-Brittannië tot Portugal in het zuiden, alsook in Marokko en de westelijke Middellandse Zee.